# Ctenitis cirrhosa
Ctenitis cirrhosa là một loài thực vật có mạch trong họ Dryopteridaceae. Loài này được (Schumach.) Ching miêu tả khoa học đầu tiên năm 1940.